# Tønder

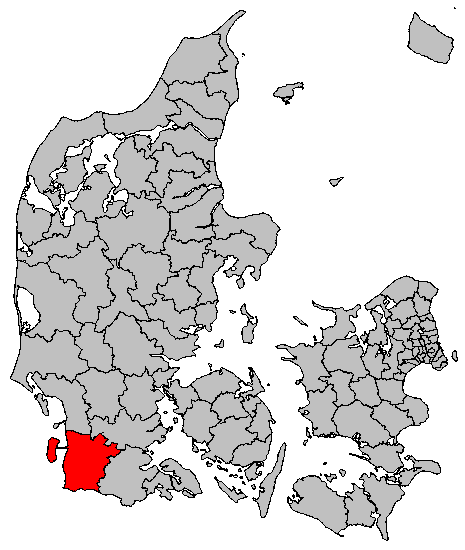

Tønder (Tondre en français) est une commune du Danemark de la région du Danemark-du-Sud. C’est également le nom de son chef-lieu. La commune comptait 39 710 habitants en 2010, pour une superficie de 1 184,59 km2.
Située au sud-ouest de la presqu'île du Jutland, cette commune est limitrophe dans sa partie méridionale de la frontière avec l'Allemagne par le land de Sleswig-Holstein.

## Formation
Tønder est le résultat du rassemblement des six anciennes communes de :
- Bredebro ;
- Højer ;
- Løgumkloster ;
- Nørre-Rangstrup ;
- Skærbæk ;
- Tønder.